# Zimbraș
Zimbrașul sau ciobănașul, glăvocul, guvidul de baltă (Neogobius fluviatilis) este un pește mic dulcicol, din familia gobiide,  care trăiește pe funduri nisipoase din apele dulci sau foarte ușor salmastre. Se întâlnește în cursul inferior al fluviilor tributare Mării Negre și Mării Azov: Nipru (până în Belarus), Dunăre (până în Ungaria), Nistru etc. Introdus în Lacul Balaton, Ungaria. În România, se întâlnește în Dunăre, în lacurile și bălțile acesteia, până la Călărași; de asemenea, în lacurile din Nordul Constanței (Tăbăcăria, Siutghiol, Tașaul, în Nordul lacului Razelm, Babadag).